# IFK Trelleborg Handboll
IFK Trelleborg Handboll var idrottsföreningen IFK Trelleborgs (bildad 1910) handbollssektion, bildad den 24 januari 1938. Herrlaget spelade tre säsonger i högsta serien (Elitserien, nuvarande Handbollsligan), 2006/2007, 2007/2008 och 2008/2009. Främsta merit var SM-kvartsfinal 2006/2007. Inför säsongen 2010/2011 drog sig laget ur spel i näst högsta serien (Allsvenskan) på grund av ekonomiska problem.

## Historia
År 1910 bildades föreningen IFK Trelleborg och på årsmötet den 24 januari 1938 beslutades det att en sektion för handboll skulle bildas. Redan den 13 februari spelades den första matchen och som motståndare stod Trelleborgs FF. Matchen förlorades med 9-12. På hösten 1938 blev det seriespel i division 3.
Säsongen 1946/1947 var första gången man deltog i SM-turneringen som inför året omorganiserats och för första gången gjordes upp mellan hela 32 lag. Alla allsvenska lag och samtliga DM-mästare tillsammans med utvalda division 2-lag som utfyllnad gjorde upp om SM-guldet som togs av Redbergslids IK. IFK Trelleborg åkte ut redan i första omgången efter förlust med 10-3 mot Ystads IF. Nästa gång man deltog var säsongen 1949/1950 då man spelade oavgjort mot IFK Malmö med 16-16 men kom att förlora i omspelet med 15-10 och åkte ännu en gång ut i första omgången av SM-turneringen som vanns av IK Heim.
Således har sektionen spelat 70 år i seriesammanhang. En överblick på de gångna åren visar att A-laget deltagit i division 3 i 18 säsonger, division 2 i 44,5 säsonger, division 1 i 5 säsonger, i Allsvenskan i 0,5 säsonger och i Elitserien i 3 säsonger.
Man spelade sina hemmamatcher i Söderslättshallen som har en kapacitet på strax under 2 000 åskådare. Publikrekordet för IFK Trelleborg sattes i en hemmamatch mot Lugi HF säsongen 2007/2008 då man hade strax över 1 400 åskådare.

### Slutet
Den 15 september 2010 meddelades att herrlaget drog sig ur den allsvenska serien för säsongen 2010/2011. Orsaken var stora skulder och att flera spelare lämnat laget. För att förhindra att IFK Trelleborg skulle försättas i konkurs bildades i oktober 2010 en ideell hjälpförening vid namn IFK Trelleborg Aid. I december 2011 var föreningens kvarvarande skatteskulder på cirka 380 000 kronor betalda, men 600 000 kronor i bankskulder återstod. Hjälpföreningen har sedan dess fortsatt vara verksam i över tio år.
Efter att handbollssektionen upplösts bildades tillsammans med Stavstens IF den nya klubben Trelleborg HBK, den 18 september 2010.

## Spelare i urval
- Martin Andersson (1995–1998)
- Denis Bahtijarević (2006–2009)
- Andreas Bamberg (2006–2009)
- Marcus Litborn (2008–2009)
- Andreas Nilsson (moderklubb; senior 2007–2009)